# آکادمی مطالعات کره‌ای
آکادمی مطالعات کره‌ای (انگلیسی: Academy of Korean Studies؛‏ به اختصار: AKS, کره‌ای: 한국학중앙연구원 ت.ت. مؤسسه تحقیقات مرکزی مطالعات کره‌ای) یک مؤسسه آموزشی و تحقیقاتی در کره جنوبی با تمرکز بر مطالعات کره‌ای است. این مؤسسه در ۲۲ ژوئن ۱۹۷۸ توسط وزارت آموزش، علوم و تکنولوژی تأسیس شد.